# كريس كاتانيو
كريس كاتانيو (بالإنجليزية: Chris Cattaneo)‏ (6 نوفمبر 1957 ببروكلين في الولايات المتحدة - ) هو لاعب كرة قدم أمريكي في مركز الهجوم. لعب مع أتلانتا تشيفز وDenver Avalanche ‏.